# Heinrich Steiner (Philologe)

Heinrich Steiner-Ehrt

Heinrich Steiner (* 10. Januar 1841 in Zürich; † 19. April 1889 ebenda) war ein Schweizer Philologe, Alttestamentler und Hochschullehrer.

## Leben und Werk
Heinrich Steiner war ein Sohn des Seidenindustriellen Leonhard Steiner und der Maria Elisabetha, geborene Hess. Seine Geschwister waren Leonhard Steiner (1836–1920), letzter Präsident des Börsenvereins Zürich (heute Zürcher Handelskammer) sowie bekannter Dialektdichter und Maler, Emilie (1838–1926), die Ehefrau des Philologen Hermann Hitzig, und Adolf Steiner-Schweizer (1848–1930), Musikkritiker der NZZ sowie Ehrendoktor der philosophischen Fakultät der Universität Zürich.
Heinrich Steiner studierte Philologie und Theologie in Zürich, Heidelberg und Leipzig. 1865 schloss er sein Studium mit der Dissertation über die Muʿtazila ab. Von 1865 bis 1866 lehrte er an der philologischen Fakultät der Universität Heidelberg. Anschliessend absolvierte er eine Umschulung auf dem Gebiet der alttestamentlichen Studien und wechselte an die theologische Fakultät. Dort lehrte er ab 1865 als Dozent und ab 1868 als ausserordentlicher Professor.
1870 kehrte er nach Zürich zurück und war von 1872 bis 1873/1874 und 1887/1888 Dekan sowie von 1882 bis 1883/1884 Rektor an der Universität Zürich. Heinrich Suter war ein Schüler von Steiner.

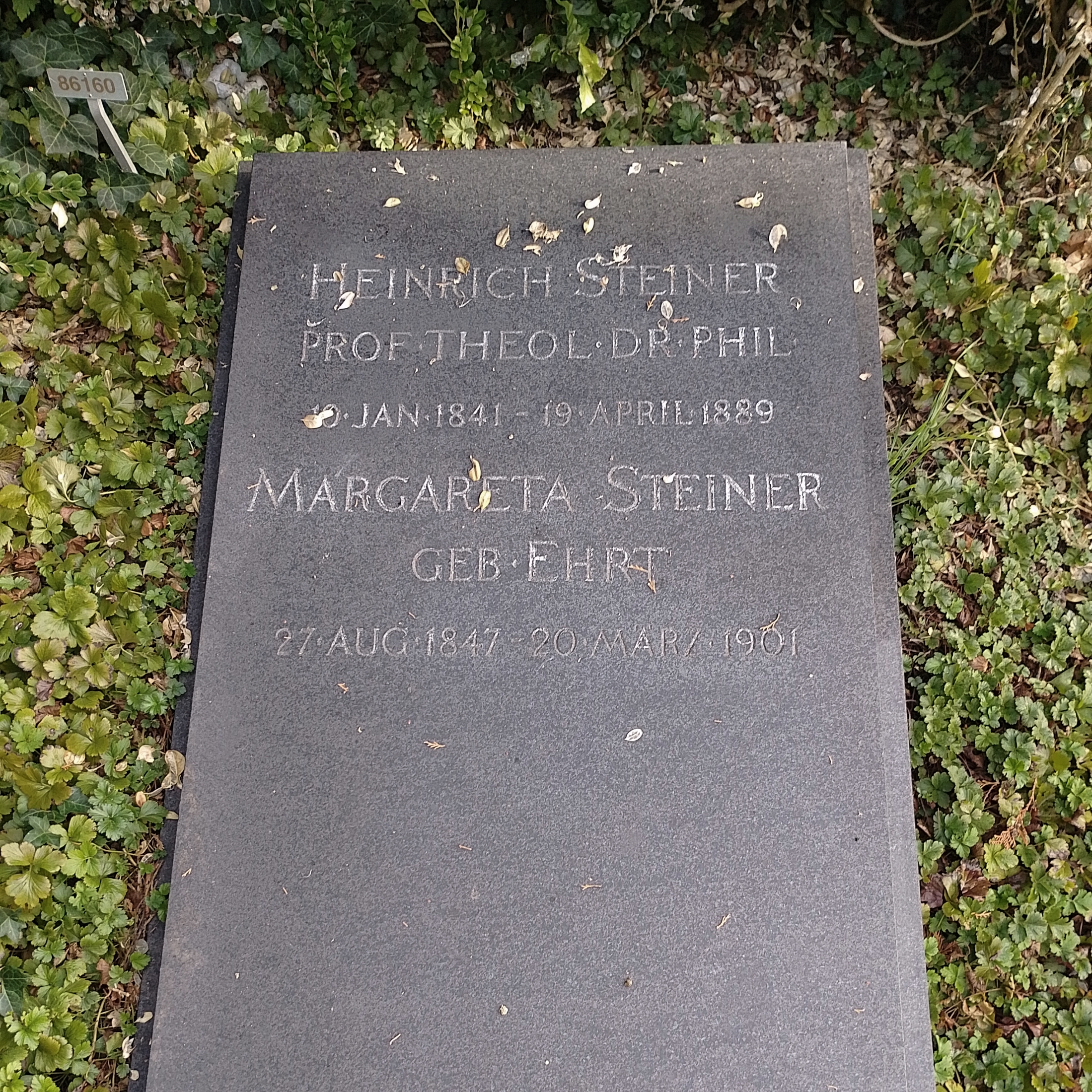
Familiengrab, Friedhof Rehalp, Zürich

## Familie
Heinrich Steiner war mit Margareta, geborene Ehrt (geb. 27. August 1847; gest. 20. März 1901), verheiratet. Ihr gemeinsamer Sohn Albert Steiner (1870–1932) war mit Dora, geborene Zweifel (1876–1955) verheiratet. Deren Söhne waren der Kunstmaler und Gebrauchsgrafiker Johannes Karl Steiner (auch Karl Steiner; 1875–1948) und der Architekt Albert Heinrich Steiner.
Ihre letzte Ruhestätte fanden sie im Familiengrab auf dem Friedhof Rehalp in Zürich.